# مهدي أباد أمين (بياض)
مهدي أباد أمین (بالفارسية: مهدی‌آباد امین) هي قرية تقع في إيران في قسم بیاض الريفي. يقدر عدد سكانها بـ 181 نسمة بحسب إحصاء 2016.